# 王伟国 (1960年)
王伟国（1960年11月—2012年2月18日），男，汉族，山西浑源人，中华人民共和国政治人物。山西师范学院本科毕业，中国共产党党员，曾任中国共产党山西省左云县县委书记、山西省大同市副市长。2012年2月18日被其妻舅周云所杀。

## 生平

### 早年
王伟国于1960年11月生在山西省浑源县下韩乡麻庄村，家境普通，全家务农为生。1978年，王伟国在高考中被山西师范学院（今山西师范大学）中文系（一说政史系）录取，成为了恢复高考之后麻庄村第一个大学生。1982年9月，本科毕业后的王伟国被分配至雁北地区教育学院工作。任教期间，王伟国与当时雁北地区轻工业局副局长的女儿周燕结婚，被视为“高攀”。

### 宣传工作
1983年9月，王伟国调入中国共产党雁北地区委员会宣传部新成立的“社会主义精神文明建设办公室”工作。有报道称，王伟国依靠岳父的关系才得以借调。1985年7月，王伟国加入中国共产党。1988年5月，时年28岁的王伟国升任理论科副科长。1991年8月，王伟国再度升职，任理论科科长。1993年7月，大同市与雁北地区合并，王伟国改任中国共产党大同市委员会宣传部理论科科长。1997年1月，王伟国升任副处级别的宣传部副部长。

### 从区长到县委书记
2001年，大同市公开选拔县级干部。王伟国通过笔试、面试、民意测验等考核，在当年8月升任中国共产党大同市矿区委员会副书记、大同市矿区人民政府区长。悼词中，王伟国在矿区的工作被评价为“大力发展煤炭产业和民营经济，促进了矿区经济社会又好又快发展”。2006年5月，大同市左云县张家场乡新井煤矿发生特大透水事故，56人遇难。时任左云县领导故意瞒报事故，致使错过救援时机，使得被困矿工全数遇难，事后县长张明生等因此被免职。王伟国先是以县委副书记的身份主持抢险和善后工作 ，不久正式担任县委书记。任职左云五年间，王伟国主持关停左云县小煤窑，使得全县煤矿数从138座减至25座，任职期间县内没有再发生大型煤矿安全事故。对于任职左云期间的工作，媒体报道中的评价褒贬不一。悼词中积极评价王伟国“着力推动结构调整、城乡统筹、社会发展、生态改善、民生保障和经济转型”，“特别是以壮士断腕的决心和勇气，大力推进资源整合和煤矿重组……开创了左云科学发展、安全发展、和谐发展的新局面”。山西新闻网的报道中，受访者亦均对王伟国予以肯定；而《法治周末》的报道引述“媒体同行”的话，称王伟国任矿区和左云县领导时，均有其亲戚利用关系开“黑煤矿”，王伟国还曾训斥并威胁来调查黑煤矿的媒体记者，声称要把他们“抓起来”。

### 副市长
2010年1月，大同市副市长王雁峰因涉嫌受贿被双规，不久被批捕。同年11月，王伟国进入大同市政府，接任王雁峰的副市长职务。起初王伟国负责分管工业经济，2011年又调整为分管科技、教育、文化、广电、新闻出版和体育。
2012年2月19日，新浪微博上有用户爆料副市长王伟国于前日晚“因卖官被妻哥用石块砸死”。微博引起了网友的转发和媒体的求证。19日晚，大同市委宣传部及新闻中心证实，王伟国于2月18日20时45分许在住所御馨花都小区楼下被杀，凶手为其妻舅周云，周云已在当日中午时被原平警方在高速路上抓获。公开的信息中称，周云谋杀王伟国的原因为王拒绝满足周云为自己和儿子调动工作的愿望，周出于报复而杀死了王伟国。新闻中心负责人对媒体表示，卖官一事，“网上的说法不可尽信”。 后来的报道披露了更多的细节。王伟国当晚与周云在楼下发生争吵，周云用铁锤击砸王伟国后脑勺，王伟国被送往大同市第三人民医院救治，到医院时已瞳孔放大，无生命迹象。周云在作案后雇中巴车逃走，次日在大运高速原平市附近被警方抓获，抓获时周云试图吞食毒鼠强自杀未遂。2月28日，周云以涉嫌故意杀人被批准逮捕。

## 身后
2012年2月22日，大同市在市殡仪馆为王伟国举行了遗体告别仪式。仪式上悬挂的挽联是“身正谋猷业伟功丰，德高情满报国丹心”。官方的悼词中积极评价了王伟国的从政生涯。 《燕赵都市报》的评论称“王伟国坚持原则、拒绝亲属不合理要求，值得敬佩赞叹，因此而遇害，更令人惋惜悲痛”。山西新闻网等媒体的报道中称，王伟国在民众中口碑不错。
部分媒体及网友对王伟国的死因表示怀疑。《三联生活周刊》引述知情人的话，称大同市的官方说法属实的可能性很小。知情人分析称，周云年已六十，调工作不大可能，其子待遇本就不错；可能性更大的原因是周云收了别人的钱，想找王伟国办事而不成，因此起意杀人。而《法治周末》的报道援引媒体记者的话指称王伟国任职期间存在以权谋私的行为。此外，王伟国确实没有权力为周云调动工作，副市长人事权早已被2008年上任的市长耿彦波收走。中国国际广播电台国际在线则以《副市长之死勾不起公众的清官猜想》为题进行了评论，评论中对王伟国的死因以及官方宣传的清官形象进行了质疑。